# Index (фонд, Швеция)
Фонд современного искусства «Index» (англ. Index — The Swedish Contemporary Art Foundation) — художественная галерея в шведском городе Стокгольм, основанная в 1974 году; специализируется на фотоискусстве — объединила центры фотографии, уже существовавшие в городах Эребру, Гётеборг, Мальмё и Лулео; в начале 1980-х годов начал публикацию иллюстрированного журнала с критическими и теоретическими статьями; проводит временные выставки современного искусства в собственном зале площадью в 130 м².

## История и описание
Шведский фонд «Index» (Index — The Swedish Contemporary Art Foundation) возник из ассоциации художников «Fotograficentrum», основанной в 1974 году в Стокгольме; целью фото-центра было создание каналов распространения фотографического искусства в стране. Центр открыл несколько местных ассоциаций (или объединился с уже имевшимися): в частности, у него появились отделения в городах Эребру, Гётеборг, Мальмё и Лулео. В середине 1980-х годов «Центр фотографии» заметно расширил свою деятельность и в начале 1980-х годов им была начата публикация художественного журнала «Bildtidningen», который содержал статьи о фотоискусстве, затрагивая также вопросу художественной критики и теории.
Стокгольмский офис центра был первоначально расположен на улице Мальмскиллнадсгатане; затем — в 1990-х годах — он переехал на улицу Санкт-Паулсгатан. В середине 1990-х годов галерея получила своё современное название, а её главой стала Карина Эрикссон Верн (Karina Ericsson Wärn). В тот период галерея выставлял таких художников как Вольфганг Тиллманс, Кара Уокер, Стэн Дуглас, и Пьер Юиг; также были представлены и молодые шведские фотохудожники, многие из которых впервые выставлялись именно в стенах «Индекса».
В 1991 году журнал изменил свое название на «Index — Contemporary Scandinavian Images», а в 1990-х годах галерея и журнал разделили свои офисы — и, одновременно, начали расширять свою сферу деятельности; помимо фотографии они обратились к другим художественным практикам. В конце 1990-х журнал объединился с журналом «Siksi»: объединённое издание получило название «NU — The Nordic Art Review». В 2005 году галерея переехала на улицу Кунгсбро-Странд (Kungsbro Strand), где стали проходить выставки произведений современного искусства — в помещениях бывшей прачечной площадью в 130 квадратных метров. По состоянию на 2019 год, «Index» преимущественно финансировался муниципалитетом Стокгольма и Совета по культуре Швеции.